# Kateryna Dorohobouzova
Kateryna Dorohobouzova (ukrainien : Катерина Дорогобузова) est une joueuse ukrainienne de basket-ball née le 28 juin 1990 à Odessa (Ukraine).

## Biographie
En octobre 2012, elle est coupée après deux journées de championnat pour rendement insuffisant par Arras.
Son dernier club en 2013-2014 est Energia Ivanovo en Russie pour des statistiques de 5,1 points et 2,1 rebonds par rencontre. En septembre 2014, elle signe pour le club polonais de Basket Gdynia, qui est entraîné par le coach de l'équipe nationale ukrainienne Vadim Czeczuro.

## Clubs
- 2004-2009:  Team-Scuif Kyi
- 2009-2010:  Toulouse Métropole Basket
- 2010-2011:  Team-Scuif Kyi
- 2011-2012:  Dunav 8806 Ruse
- 2011-2011:  Laisve Kaunas
- 2011-2012:  Neftochimic Burgas
- août 2012-octobre 2012:  Arras Pays d'Artois Basket Féminin
- Oct. 2012-oct 2012 :  PINKK-Pecsi 424 (Division B)
- Oct. 2012- :  Bacsbasket Baja
- 2013-2014 :  Energia Ivanovo
- 2014- :  Basket Gdynia